# Asociación Cultural y Deportiva Michelin
La Asociación Cultural y Deportiva Michelin, conocida como A. C. D. Michelin o como Michelin Valladolid, fue un club de balonmano de la ciudad de Valladolid, España, inicialmente creado por trabajadores de la factoría de la empresa Michelin en la ciudad.

## Historia
Creado en 1975 para participar en el campeonato provincial de balonmano, sus primeros integrantes fueron trabajadores de la factoría de Michelin en la ciudad de Valladolid. En su segunda temporada en activo, el nuevo club se alzó con el campeonato provincial en la temporada 1976-77, comenzando a participar en la temporada 1977-78 en la Primera División Nacional. En la temporada de su debut a nivel nacional, logra el ascenso a División de Honor junto al Helios de Zaragoza, siendo entrenador José Carlos Muñoz y presidente Antonio García Barrera.
El Michelin debutó en la División de Honor de balonmano 1978-79 el 24 de septiembre de 1978. Se consolidó como el club de referencia en el balonmano masculino en la ciudad y se mantuvo en la División de Honor hasta 1991. En la primavera de ese año, la empresa Michelin anunció que retiraba su vinculación y apoyo presupuestario al club. El Michelin Valladolid desapareció como club, pero se fundó el Club Balonmano Valladolid, que ocupó su lugar en la Liga ASOBAL y se mantuvo como referente del balonmano de élite vallisoletano.

### Trayectoria temporada a temporada
| Temporada | Categoría                 | puesto         | Copa del Rey | Copa Asobal  | Supercopa de España | Notas                              |
| --------- | ------------------------- | -------------- | ------------ | ------------ | ------------------- | ---------------------------------- |
| 1975-76   | Campeonato Provincial     | ?º             | No participó |              |                     | 1ª temporada A.C.D. Michelin       |
| 1976-77   | Campeonato Provincial     | 1º             | No participó |              |                     |                                    |
| 1977-78   | Primera División Nacional | 2º             | No participó |              |                     |                                    |
| 1978-79   | División de Honor         | 6º             | 1/2          |              |                     |                                    |
| 1979-80   | División de Honor         | 6º             | 1/4          |              |                     |                                    |
| 1980-81   | División de Honor         | 4º             | ??           |              |                     | Mejor clasificación de la historia |
| 1981-82   | División de Honor         | 4º             | ??           |              |                     | Mejor clasificación de la historia |
| 1982-83   | División de Honor         | 5º             | ??           |              |                     |                                    |
| 1983-84   | División de Honor         | 8º             | ??           |              |                     |                                    |
| 1984-85   | División de Honor         | 8º             | ??           |              |                     |                                    |
| 1985-86   | División de Honor         | 4º (Grupo A-2) | ??           |              |                     |                                    |
| 1986-87   | División de Honor         | 4º (Grupo II)  | ??           |              |                     |                                    |
| 1987-88   | División de Honor         | 7º             | ??           |              |                     |                                    |
| 1988-89   | División de Honor         | 10º            | ??           |              |                     |                                    |
| 1989-90   | División de Honor         | 10º            | ??           |              |                     |                                    |
| 1990-91   | Liga Asobal               | 4º (Grupo II)  | 1/8          | No participó |                     | 1ª edición Copa ASOBAL             |

```
LEYENDA

 :Ascenso de categoría

 :Descenso de categoría

 :Descenso administrativo
```

### Resumen estadístico
Nota: Actualizado hasta temporada 1990/91. En negrita competiciones activas.
| Competición       | P.J. | P.G. | P.E. | P.P. | Mejor resultado |
| ----------------- | ---- | ---- | ---- | ---- | --------------- |
|                   |      |      |      |      |                 |
| División de Honor | 328  | 150  | 25   | 153  | 4º              |
| Liga Asobal       | 29   | 8    | 2    | 19   | 14º             |
| Copa del Rey      | ??   | ??   | ??   | ??   | 1/2             |
| Total             | ??   | ??   | ??   | ??   | 0 Títulos       |